# Скумрия
Скумрията (Scomber scombrus), също черноморска скумрия, е вид морска риба от семейство Скумриеви (Scombridae).
Скумрията е пелагичен вид, достигащ дължина до 50 cm. Рекордът за тегло е 1,2 kg и е постигнат в региона на Тронхайм, Норвегия. Разпространена е в Атлантическия океан и свързаните с него морета – Балтийско, Средиземно и други. Среща се само в открито море.

## Описание
Тялото на скумрията е сравнително източено, с кръгло напречно сечение. Главата и тялото са с обтекаема форма. Има две гръбни перки отделени една от друга и следвани от пет дребни перки. Аналната перка е сравнително малка, също с пет дребни перчици след нея. Опашната перка е врязана, коремните перки са относително малки. Мастният клепач покрива предния и задния край на окото, главата и тялото са изцяло покрити с дребни люспи. Оцветяването ѝ по гърба е синьо-зелено, като често става синкаво-черно по главата. Отстрани е металносиво, коремът е бял. По гърба има характерни тъмни извити линии.
Видът е от голямо икономическо значение. Застрашен е от свръхулов. Тъй като обича студени и умерени води, промяната на климата вероятно оказва влияние върху разпространението му, измествайки го на север.
Наричана е с няколко имена: цифулка, за слабата и маломерна, чироз (чируз) или чира за пролетната и липарида за охранената и по-мазна есенна риба.

## Черноморска скумрия
Черноморската скумрия зимува в Мраморно море, в Черно море идва за изхранване. Край българските брегове минава през април – юни (тогава се лови и суши за чирози) и се връща през септември – януари, охранена и висококачествена. Черноморската скумрия е едно от застрашените животни в Черно море.
Черноморската скумрия е стадна морска риба. Половата зрелост настъпва на едногодишна възраст. Хвърлянето на хайвера се извършва през март-април на порции в Мраморно море при температура на водата 14 градуса и соленост около 38.5‰. В Черно море не се размножава, тъй като солеността на водата е около 18‰, хайверът пада на дъното и загнива.
След размножаването скумрията се отправя на големи стада към Черно море. При миграциите скумрията следва приблизително линията на брега. Това се използва от рибарите за залагане на даляни. През октомври започва ново групиране на стадата и оттеглянето им по обратен път към Мраморно море. Там те прекарват зимата и напролет се размножават.
Черно море изобилства със скумрия до 1960-те години, когато мащабната индустриализация в Съветския съюз, Румъния и България започва сериозно да замърсява хабитата на скумрията, поради което тя се премества на юг. Основен виновник за замърсяването са вливаните минералните торове, които водят до цъфтеж на планктона, което от своя страна нарушава кислородния баланс във водата. Включена е в Червената книга на България през 1985 г., а в Червената книга на Черно море влиза през 1999 г. Днес има статут на критично застрашен вид в България.

## Кратка история на скумрията
Скумрията е една от най-важните риби за оцеляването на крайморските и крайокеанските древни народи в Европа. Ловът ѝ с мрежи в Средиземно море и в Мраморно море е бил изключително резултатен. Някои историци дори я наричат „рог на изобилието“ заради големите ѝ пасажи.
В днешно време, заедно с риба тон и херингата, скумрията е една от най-масово консумираните риби в световен мащаб. Ловът и развъждането ѝ изгражда важна част от износните икономики на повечето страни около Средиземно море и Атлантическия океан.

## Хранителен състав на скумриите
| Продукт            | Калоричност, kcal | белтъчини, g | мазнини, g |
| ------------------ | ----------------- | ------------ | ---------- |
| Обикновена скумрия | 205               | 18,6         | 14,2       |
| Испанска скумрия   | 139               | 19,4         | 6,4        |
| Кралска скумрия    | 105               | 20,4         | 2          |

- витамини: добър източник е на витамините B3, B5, B6
- минерали: добър източник е на минералите калий, фосфор и селен
- може да съдържа живак, други тежки метали и замърсители